# Rhagonycha tibetana
Rhagonycha tibetana es una especie de coleóptero de la familia Cantharidae.

## Distribución geográfica
Habita en Xizang (China).